# کارل فرستل
کارل فرستل (انگلیسی: Karl Ferstl؛ زادهٔ ۳۱ دسامبر ۱۹۴۵) قایقران قایق بادبانی اهل اتریش است.